# Corporales
Corporales település Spanyolországban, La Rioja autonóm közösségben. Corporales Santo Domingo de la Calzada, Santurde de Rioja és Grañón községekkel határos. Lakosainak száma 42 fő (2024).

## Népesség
A település népessége az elmúlt években az alábbi módon változott:
| Lakosok száma | 55   | 49   | 43   | 35   | 41   | 43   | 41   | 41   | 36   | 42   |
|               | 2001 | 2004 | 2007 | 2009 | 2012 | 2014 | 2017 | 2019 | 2022 | 2024 |